# 小畑慶太郎
小畑 慶太郎（おばた けいたろう、1998年4月8日 - ）は、日本のYouTuber、サッカー選手。

## 来歴

### 生い立ち
1998年4月8日生まれ。
実践学園高等学校を卒業後は青山学院大学に進学した。2年間の留年を経て現在は休学している。

### YouTuberとして
2019年12月18日に自身のYouTubeチャンネル「おば太郎」を開設。
2022年にYouTube発の新サッカーリーグ「ReelZ LEAGUE」所属のリベンジャーズに加入。得意のドリブルでチームに欠かせない選手となった。
優勝賞金100万円のドリブル1on1の大会を3連覇している。

### サッカー選手として
三菱養和SCユースから青山学院大学に進学。2022年に合同トライアウトを経てジョイフル本田fcつくばに入団。
2023年にYouTuber、レオザフットボールが監督をつとめるシュワーボ東京にプロ契約で入団する。